# Józef Kasper Pochwalski
Józef Kasper Pochwalski (ur. 5 marca 1816 w Chrości, obecnie część miejscowości Staniątki koło Bochni, zm. 2 lipca 1875 w Krakowie) – polski malarz, konserwator dzieł sztuki.
Wnuk Marcina Pochwalskiego (1745-1800), malarza, syn Kaspra Apolinarego Pochwalskiego i Heleny Sędziałkiewicz. Mąż Marcjanny  Berg, ojciec: Kazimierza Pochwalskiego (1855-1940), Władysława Pochwalskiego (1860-1924), Marii (żony Juliana Maciołowskiego).
Należy do wielopokoleniowego krakowskiego rodu malarzy. Studiował w krakowskiej Szkole Technicznej (1 października 1836 - 6 grudnia 1837) gdzie uczył się rysunku u Jana Nepomucena Bizańskiego.  Był kolegą malarza Wojciecha Eljasza. Należał do krakowskiego cechu malarzy. Mieszkał najpierw w Podgórzu, a następnie w Krakowie. Uprawiał malarstwo sztalugowe. Prowadził renowacje i malowanie kościołów. Za udział w rewolucji krakowskiej 1846 roku przebywał w więzieniu w Wiśniczu. Wyrzeźbił tam drewnianą łyżkę z symbolami patriotycznymi, którą można zobaczyć w klasztorze sióstr benedyktynek w Staniątkach.
Pochowany został na cmentarzu Rakowickim w Krakowie, w grobowcu rodzinnym, w kwaterze IIIb.

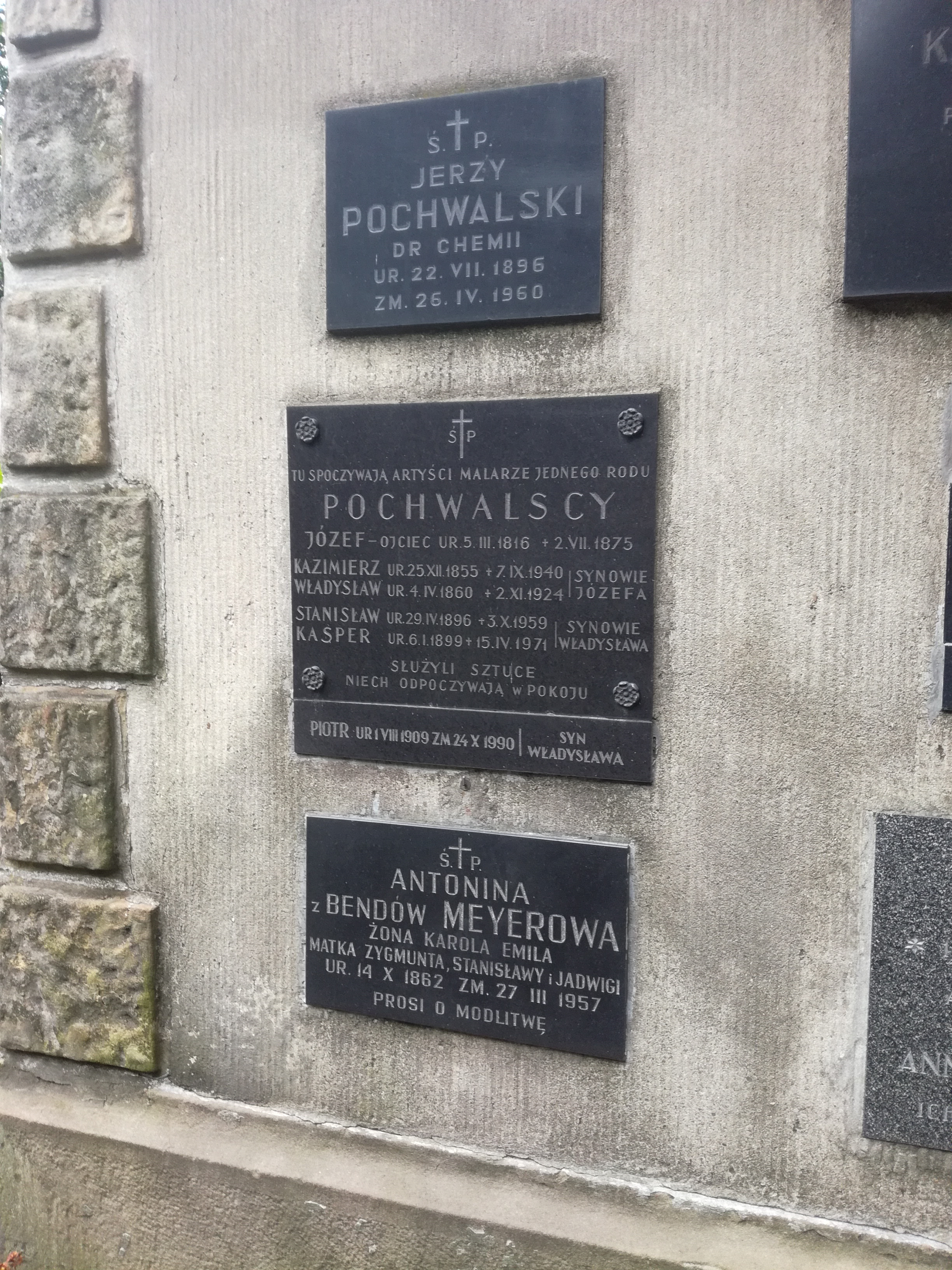
Tablica na grobie Józefa Pochwalskiego